# Chirostoma humboldtianum
Chirostoma humboldtianum, el charal plateado, es una especie de charales neotropicales endémica de México. Alcanza una máxima longitud de 2 dm, que se reproducen casi únicamente en los lagos de México.

## Descripción
Los charales son peces pequeños (de 6 a 12 cm), delgados, comprimidos lateralmente, cubiertos de escamas, con una banda plateada en los flancos; de cabeza larga y aplanada, hocico romo, boca chica con dientes y protráctil, labios gruesos, 17 branquispinas; tienen dos aletas dorsales. Los adultos, que son zooplanctófagos, forman grupos con decenas de individuos, no tienen instintos paternales, son ovíparos de fecundación externa, como la mayoría de los peces, y su época de desove es primavera.

## Hábitat
Son peces propios de aguas lénticas, semicálidas, que toleran ciertos grados de turbiedad, aguas duras y con pH de 7,2 a 8,2, con 4 a 8 cc de oxígeno por L.

## Biología del charal
En sus primeras etapas de desarrollo se alimentan con los organismos más pequeños que forman el zooplancton, según van creciendo aumenta el tamaño de los organismos que capturan, por ejemplo: copépodos, protozoarios, rotíferos, larvas de insecto, etc. Los charales adultos se pueden considerar como carnívoros primarios zooplanctófagos. Son depredados por el pescado blanco y otros peces ictiófagos.

## Hábitos reproductivos
Los charales adultos y maduros sexualmente se retiran de las áreas tróficas y se reúnen en unidades reproductivas formadas por 2 a 3 hembras y 5 a 8 machos; estas unidades pueden estar formadas por decenas o centenas de individuos; las áreas de desove tienen piedras cubiertas por algas filamentosas, las cuales después del desove y la eyaculación quedan cubiertas de huevos. A una temperatura de 24 °C la incubación dura 72 horas y la bolsa vitelina se reabsorbe en 3 a 5 días. El huevo es fijo, esférico, amarillo, mide 1 mm, tiene filamentos interovulares. Una hembra promedio pone alrededor de 600 huevos.

## Distribución
Los charales se encuentran en las aguas lénticas del altiplano mexicano, como son la laguna de Yuriria, el Lago de Pátzcuaro, el Lago Cuitzeo, el lago de Zirahuén, el Lago de Chapala, etc. Además, se han introducido en cientos de cuerpos de agua dulce del país.

### Charal y "El Pez Blanco"
Las diferencias que existen entre el charal y el pez blanco en un estadio juvenil sólo un especialista las podría notar. Básicamente la diferencia estriba en el tamaño, pues el charal alcanza como máximo 14 cm tanto que el pescado blanco puede llegar a los 40 cm . Se realiza una explotación exhaustiva y poco selectiva de la especie, con lo que se capturan peces de todas las tallas pues se confunden durante la pesquería con el charal, lo que ha causado una reducción notable de su población pues la pesca afecta todos los estadios del ciclo biológico.

## Uso culinario
Se puede preparar de diversas formas, ya sea seco y frito (con sal y limón), cubierto de chile seco, empanizado, frito con huevo o con ajo. Además se pueden preparar como otros tipos de comida, como puede ser el omelette o tortitas fritas en salsa verde.
Se puede adquirir en restaurantes a orillas del Lago de Chapala; en los mercados locales normalmente lo venden seco, con un precio muy accesible.